# Azizah Y. al-Hibri
Azizah Y. al-Hibri (en árabe: عزيزة يحيى الهبري‎; nacida en 1943) es una filósofa y estudiosa legal estadounidense, especializada en Islam y derecho. 

## Biografía
Al-Hibri es profesora emérito de la Facultad de Derecho TC Williams de la Universidad de Richmond. Fue profesora de filosofía, editora fundadora de Hypatia: A Journal of Feminist Philosophy y fundadora y presidenta de KARAMAH: Muslim Women Lawyers for Human Rights. Académica Fulbright, ha escrito extensamente sobre el islam y la democracia, los derechos de las mujeres musulmanas y los derechos humanos en el islam. Fue asesora del documental de PBS Muhammad: Legacy of a Prophet (2002), producido por Unity Productions Foundation. 
Al-Hibri es miembro de la junta asesora de varias organizaciones, incluido el Foro PEW sobre Religión en la Vida Pública, el Proyecto Pluralismo de la Universidad de Harvard y Religion and Ethics NewsWeekly (PBS). También es miembro del Comité de Libertad y Seguridad del Proyecto de Constitución. En junio de 2011, al-Hibri fue nombrada por el presidente Barack Obama para servir como comisionada de la Comisión de los Estados Unidos para la Libertad Religiosa Internacional.
También escribió el tercer capítulo de Transformando las fes de nuestros padres: Mujeres que cambiaron la religión estadounidense (2004), editado por Ann Braude.
Al-Hibri es nieta del Sheik Toufik El Hibri, quien estableció el primer movimiento Scout en el mundo árabe.